# Pfarrkirche Breitenfeld an der Rittschein

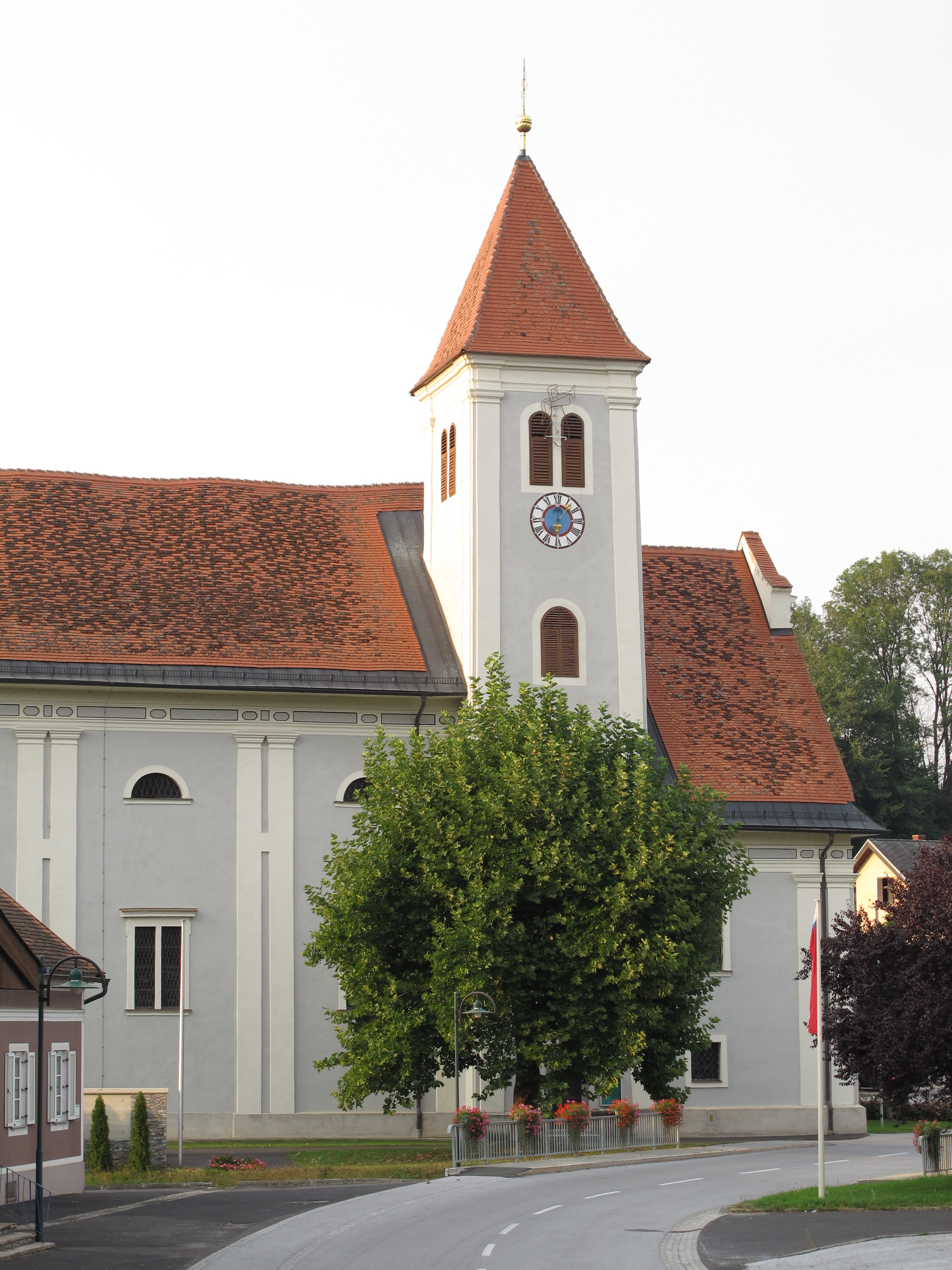
Pfarrkirche Zum Heiland

Die römisch-katholische Pfarrkirche Breitenfeld an der Rittschein steht im Ort Breitenfeld an der Rittschein in der Marktgemeinde Riegersburg in der Steiermark. Die Pfarrkirche Zum Heiland gehört zum Dekanat Feldbach in der Diözese Graz-Seckau. Das Kirchengebäude steht unter Denkmalschutz.

## Geschichte
An der Stelle einer Kapelle wurde von 1681 bis 1698 eine Pestwallfahrtskirche erbaut und 1714 geweiht. Die Kirche wurde 1865 zur Pfarrkirche erhoben. 1962 gab es eine Außenrestaurierung, 1973/1975 erfolgte eine Fundamentsicherung wegen der Senkungsgefahr der auf Piloten stehenden Mauern und 1975 fand eine Innenrestaurierung statt.

## Architektur
Das mit Doppelpilastern gegliederte Kirchenäußere hat ein Satteldach über dem Langhaus. Der etwas zur Langhausflucht vorstehende Turm befindet sich in der südlichen Chorecke, ein niedrigeres Satteldach bedeckt den Chor, die angebauten Oratorien und die Sakristei. Die gerade Ostseite bildet eine Giebelfront mit Fassadierung und hat die Jahresangabe „1697“. Das Südportal zeigt die Jahresangabe „1692“. 
Der stattliche hochbarocke Kirchenbau hat ein weiters vierjochiges Langhaus mit Kreuzgratgewölben und Gurtbögen auf vorgezogenen Pfeilervorlagen mit dazwischen liegenden flachen Nischen. Die dreiachsige Orgelempore steht auf Pfeilern. Der eingezogene zweijochige Chor hat einen 3/8-Schluss. Nordseitig sind Oratorien und Empore, südseitig ein quadratischer Turm mit einem Pyramidenhelm und eine Sakristei mit Empore angebaut.

## Ausstattung

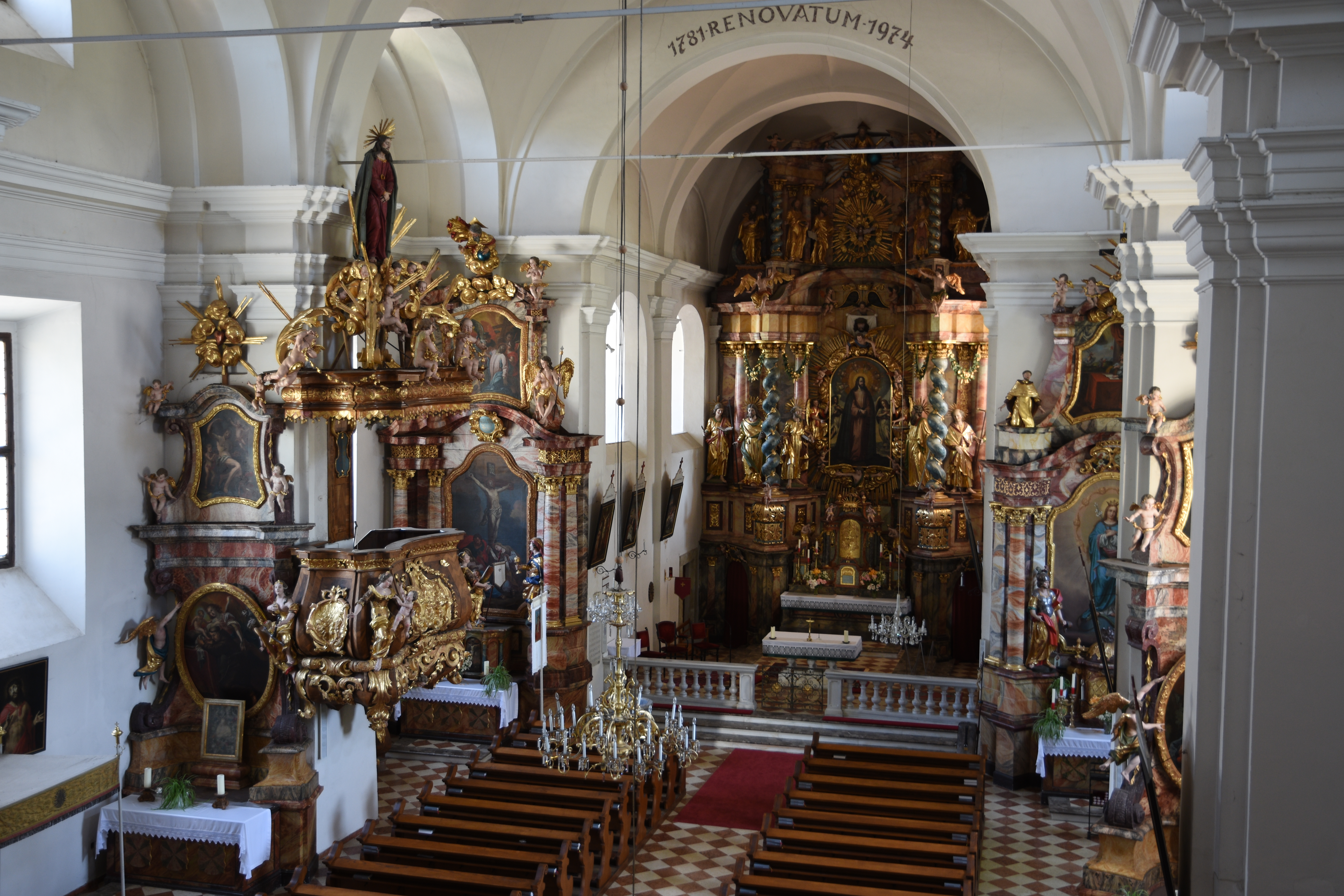
Ansicht vom Chor

Die bemerkenswerte Einrichtung organisierte von 1707 bis 1729 der Riegersburger Hauptpfarrer Gundacker von Stubenberg. Die Orgel aus 1729 mit 15 Registern fertigte Johann Georg Mitterreither.